# Trućevac
Trućevac (en serbe cyrillique : Ттућевац) est un village de Serbie situé dans la municipalité de Despotovac, district de Pomoravlje. Au recensement de 2011, il comptait 318 habitants.

## Démographie
| 1948 | 1953 | 1961 | 1971 | 1981 | 1991 | 2002 | 2011 |
| ---- | ---- | ---- | ---- | ---- | ---- | ---- | ---- |
| 665  | 690  | 679  | 577  | 558  | 537  | 383  | 318  |

|  |